# Federazione Italiana Sport Invernali
Die Federazione Italiana Sport Invernali (FISI) ist der italienische Wintersportverband.

## Geschichte
Ein Zusammenschluss italienischer Skivereine wurde erstmals im Jahr 1908 von Paolo Kind unter dem Namen Unione Ski Clubs Italiani gegründet. Die ersten Italienischen Meisterschaften im Skilanglauf und im Skispringen fanden 1909 statt. Am 23. Oktober 1913 wurde der Verband als Federazione dello Ski neu gegründet, aus der am 10. Oktober 1920 die Federazione Italiana dello Sci (Italienischer Skiverband) hervorging. Ihr Gründer und erster Präsident war Aldo Bonacossa. Neben dem Nordischen und Alpinen Skisport wurden auch die Eissportarten Bob, Eiskunstlauf und Eishockey in den Verband integriert, weshalb er 1933 in Federazione Italiana Sport Invernali (Italienischer Wintersportverband) umbenannt wurde. 1946 trennten sich Eiskunstlauf und Eishockey wieder von der FISI ab, später kamen weitere Sportarten hinzu. Die FISI gehört dem Comitato Olimpico Nazionale Italiano an. Seit 2007 ist Giovanni Morzenti ihr Präsident.

## Sportarten
Die FISI vertritt folgende Sportarten:
- Biathlon
- Bobsport
- Freestyle-Skiing
- Geschwindigkeitsskifahren
- Grasski
- Naturbahnrodeln
- Nordische Kombination
- Rennrodeln
- Skeleton
- Ski Alpin
- Skibergsteigen
- Skilanglauf
- Skispringen
- Snowboard

## Präsidenten
Die Präsidenten bis heute:
- 1908–1912 Paolo Kind
- 1913–1915 Gustavo Engelmann
- 1920–1922 Aldo Bonacossa
- 1923–1924 Mario Corti
- 1925–1926 Gino Ravà
- 1927 Guido Bertarelli
- 1928–1929 Aldo Bonacossa
- 1929–1930 Augusto Turati
- 1930–1933 Renato Ricci
- 1933–1945 Renato Ricci
- 1945 Luigi Flumiani; Vincenzo La Porta
- 1946–1948 Giovanni Nasi
- 1948–1949 Pio Antonio Calliari
- 1949–1964 Piero Oneglio
- 1964–1970 Fabio Conci
- 1970–1976 Omero Vaghi
- 1976–1987 Arrigo Gattai
- 1987–1988 Omero Vaghi
- 1988–2000 Carlo Valentino
- 2000–2007 Gaetano Coppi
- 2007 Riccardo Agabio
- 2007–2011 Giovanni Morzenti
- 2011–2012 Franco Carraro
- seit 2012 Flavio Roda